# Carlos Rafael Alcalde Agesta
Carlos Rafael Alcalde Agesta (Saragossa, 22 d'octubre de 1945) és un polític valencià, diputat a les Corts Valencianes durant la II i III Legislatures.

## Biografia
Llicenciat en dret, ha treballat com a professor d'EGB. Inicialment va militar al Partit Reformista Democràtic (PRD) però més tard fou un dels fundadors de la Unión Provincial Alicantina (UPRA) amb Francisco Zaragoza Gomis i Juan Antonio Rodríguez Marín. Finalment, però, acabà a Alianza Popular (després Partido Popular, amb el qual fou elegit diputat a les eleccions a les Corts Valencianes de 1987, 1991 i 1995. Fou subsecretari de la Conselleria de Cultura, Educació i Ciència. Ha estat secretari sectorial de l'Executiva provincial d'Alianza Popular. El 1995 renuncià al seu escó i a les eleccions municipals espanyoles de 1999 fou escollit regidor de l'ajuntament d'Alacant.